# فتح حجاز توسط سعودی‌ها
فتح حجاز توسط سعودی‌ها یا جنگ دوم سعودی و هاشمی که به نام جنگ حجاز و نجد نیز شناخته می‌شود، لشکرکشی ای بود که توسط سلطان عبدالعزیز سعودی برای چیرگی بر پادشاهی حجاز در سال ۱۹۲۴–۱۹۲۵ انجام شد که با فتح و انضمام حجاز به به قلمروی سعودی خاتمه یافت.

## زمینه
کارزار ۱۹۲۴ در محدوده درگیری تاریخی بین هاشمی‌های حجاز و سعودی‌های ریاض (نجد) قرار گرفت، که قبلاً جرقه جنگ اول سعودی و هاشمی را در سال ۱۹۱۹ زده بود.

## کارزار سعودی
بهانه تجدید خصومت بین نجد و حجاز زمانی بود که زائران نجد از دسترسی به اماکن متبرکه حجاز محروم شدند. در ۲۹ اوت ۱۹۲۴، عبدالعزیز، با پیشروی به سمت طائف که بدون درگیری عمده تسلیم شد لشکرکشی خود را علیه حجاز آغاز کرد. پس از سقوط طائف، نیروهای سعودی و قبایل متحد اخوان به سوی مکه حرکت کردند. درخواست شریف حسین برای کمک بریتانیا به بهانه عدم مداخله در اختلافات مذهبی رد شد. ملک حسین بن علی نیز پس از این که درخواست کمکش از پسرش ملک عبدالله فرااردن رد شد از مکه به جده گریخت. شهر مکه بدون مبارزه در ۱۳ اکتبر ۱۹۲۴ سقوط کرد. کنفرانس اسلامی، که در ۲۹ اکتبر ۱۹۲۴ در ریاض برگزار شد، به رسمیت شناختن گسترده اسلامی از حکومت ابن سعود بر مکه را به ارمغان آورد.
با پیشروی نیروهای سعودی و محاصره جده، ارتش حجازی شروع به فروپاشی کرد. شهر مدینه در ۹ دسامبر ۱۹۲۵ تسلیم شد و  ۱۲ روز بعد سقوط کرد. در دسامبر ۱۹۲۵، جده به عبدالعزیز نجد تحویل داده شد و نیروهای سعودی در ۸ ژانویه ۱۹۲۶ پس از مذاکره تسلیم و عبور امن بین ملک بن علی، عبدالعزیز و کنسول بریتانیا توسط حاکم شهر، شیخ عبدالله علیرضا، وارد دروازه‌های آن شدند.

## عواقب
عبدالعزیز پس از تسلط موفقیت‌آمیز بر پادشاهی حجاز، به عنوان پادشاه حجاز معرفی شد. این پادشاهی بعداً به پادشاهی نجد و حجاز ملحق شد و عبدالعزیز در پادشاه هر دو اتحاد سیاسی بود.
حسین حجاز پس از کناره‌گیری از پادشاهی، برای حمایت از تلاش‌های جنگی پسرش به عقبه نقل مکان کرد که باعث شد انگلیسی‌ها او را مجبور به تبعید به قبرس کنند. علی بن حسین به عنوان پادشاه حجاز در میانه یک جنگ شکست خورده به قدرت رسید. با سقوط این پادشاهی، این سلسله به تبعید رفت. اما هاشمی‌ها همچنان بر امارت فرااردن و پادشاهی عراق حکومت راندند.

## یادداشت
1. ↑  Medina surrendered on 9 December according to Fattouh Al-Khatrash,[۴] but according to the دانشگاه ایندیانا،  it fell on 5 December.[۵]

## کتابشناسی
- Dalal Al-Harbi. (2003). King Abdulaziz and his Strategies to deal with events: Events of Jeddah. King Abdulaziz National Library. شابک ‎۹۹۶۰-۶۲۴-۸۸-۹شماره استاندارد بین‌المللی کتاب 9960-624-88-9.